# Aphaniosoma captiosum
Aphaniosoma captiosum (лат.) — вид мух рода Aphaniosoma из семейства Chyromyidae. Видовой эпитет происходит от латинского captiosus, означающего «обманчивый», и относится к большому сходству этого вида с A. brunnipes Ebejer, 1996, описанным из Омана.

## Распространение
Израиль.

## Описание
Мелкие мухи с телом длиной 1,2—1,3 мм. Очень тёмный, почти чёрный вид с сероватым микротоментумом; базальный членик жгутика жёлтый у самца и коричневый у самки; бёдра и обычно голени коричневые; 3 отчётливых, но не сильных лобно-орбитальных волоска. Самцы с большим блестящим чёрным гипопигием и толстым постгонитом, заканчивающимся белым кончиком, похожим на щетинку. Самки обычно с тёмной поперечной полосой через середину лба, верхние 2—3 тарзомера также тёмные. Aphaniosoma brunnipes из Омана и марокканский A. nigripes очень похожи на новый вид внешне и по внешнему виду гипопигия in situ, но отличаются деталями строения гипопигия и прегенитальных стернитов.